# Jewison Bennette
Jewison Francisco Bennette Villegas (* 15. Juni 2004 in Heredia) ist ein costa-ricanischer Fußballspieler.

## Karriere

### Verein
Er startete seine Karriere in der Jugend des CS Herediano und ging hier ab der Saison 2021/22 in den Kader der ersten Mannschaft über. Zur Spielzeit 2022/23 wechselte er für eine Ablöse von 1,3 Mio. € zum AFC Sunderland nach England.
Im Januar 2024 wechselte Bennette leihweise zu Aris Thessaloniki nach Griechenland.

### Nationalmannschaft
Sein Debüt in der costa-ricanischen Nationalmannschaft hatte er am 21. August 2021 bei einem 0:0 in einem Freundschaftsspiel gegen El Salvador. Hier stand er in der Startelf und wurde schließlich zur 63. Minute für Rachid Chirino ausgewechselt. Anschließend wurde er dann auch in Spielen der Qualifikation für die Weltmeisterschaft 2022 eingesetzt.